# 1477 Bonsdorffia
1477 Bonsdorffia è un asteroide della fascia principale del diametro medio di circa 28,1 km. Scoperto nel 1938, presenta un'orbita caratterizzata da un semiasse maggiore pari a 3,1868184 UA e da un'eccentricità di 0,2841109, inclinata di 15,70173° rispetto all'eclittica.
L'asteroide è dedicato all'astronomo finlandese Ilmari Bonsdorff (1879-1950).